# Ivan Milićević
Ivan Aziz Milićević (Mostar, 23. lipnja 1868. – Sarajevo, 15. ožujka 1950.) hrvatski i bošnjački je novinar i književnik.

## Životopis
Ivan Miličević je nećak don Frane Milićevića, nakladnika Hercegovačkog bosiljka i Glasa Hercegovca. Još za vrijeme osmanske vladavine započeo je obrazovanje u osnovnoj školi u Mostaru, a nastavio je u Skradinu u Dalmaciji. Gimnaziju je pohađao najprije u Splitu, a zatim i u Sarajevu. Još u ranoj mladosti pomagao je svome stricu, Frani Milićeviću, u izdavanju njegovih listova, u kojima je stalno surađivao. Završivši 1889. godine gimnaziju, odlazi preko Zagreba u Beč na studij prava, a 1891. prelazi na pravni fakultet u Zagreb.
U Zagrebu intenzivno radi kao novinar i književnik, samostalno i u zajednici sa Osmanom Nuri Hadžićem (njihovi radovi su objavljivani pod pseudonimom Osman-Aziz), i objavljuje priloge u pravnim listovima i časopisima u zagrebačkim listovima. Godine 1896. odlazi u Mostar na poziv strica, kojemu je Austro-Ugarska obustavila list i zatvorila tiskarnicu. Ne mogavši mu u tome pomoći, on zatim odlazi u Beč i, nakon godinu dana, vraća se ponovno u Mostar, gdje radi na osnivanju dioničke tiskare. U ljeto 1898. pokreće list Osvit i uređuje ga kao glavni urednik. U državnu službu stupa godine 1900. i radi najprije u sudstvu, a zatim i u upravi. U Sarajevo je premješten 1911. godine, gdje preuzima redakciju Sarajevskog lista. Umirovljen je nakon Prvog svjetskog rata, 1922. godine. Ali on i dalje radi: uređuje listove Hrvatsku slogu i Pravdu do godine 1925., kada je ovaj list sudski obustavljen. Sudjelovao je u osnivanju hrvatskih uljudbenih ustanova u BiH, ter bio osnivač i voditelj uljudbenopoviestne sbirke ,,Dokumenti hrvatstva u Bosni.
Za vrijeme NDH je slavljen kano "nestor pravaške misli u Bosni", a povodom njegove 75. godine života brojni listovi i časopisi posvećuju mu posebne priloge i njemu u čast se sredbotvore različite uljudbeno-vladosborne proslave. Godine 1944. je proglašen i počastnim članom Družbe braće hrvatskog zmaja. Surađivao je u sarajevskom Novom listu (1942., 1944.), mostarskom Hrvatskom pravu (1943.), Osvitu (1942., 1943.), Hrvatskoj misli (1943., 1944.), Hrvatskom narodu (1942., 1943., 1944.) i drugim listovima.
Preminuo je 15. ožujka 1950. u Sarajevu.

## Djela
- Mearif (1894.) (s Osmanom Nuri Hadžićem, pod zajedničkim pseudonimom Osman-Aziz)
- Bez nade: pripoviest iz mostarskoga života, (Zagreb, 1895.; Sarajevo, 1992.) (s Osmanom Nuri Hadžićem, pod zajedničkim pseudonimom Osman-Aziz)
- Pogibija i osveta Smail-age Čengića i Marijanova rana, Zagreb, 1895. (s Osmanom Nuri Hadžićem, pod zajedničkim pseudonimom Osman-Aziz)
- Na pragu novoga doba: pripovijesti, (Naklada Matice hrvatske, Zagreb, 1896.) (s Osmanom Nuri Hadžićem, pod zajedničkim pseudonimom Osman-Aziz)
- Bez svrhe: slika iz života, (Zagreb, 1897.) (s Osmanom Nuri Hadžićem, pod zajedničkim pseudonimom Osman-Aziz)
- Djeca nevolje (1896.)
- Ago Šarić, Osman Nuri Hadžić. Bez nade, Osman-Aziz. (Sarajevo, 1980.)
- Smail aga Čengić i druge priče, (Zagreb, 1993.) (s Osmanom Nuri Hadžićem, pod zajedničkim pseudonimom Osman-Aziz)

## Vanjske povezice
- Ivan Aziz Milićević Hrvatska enciklopedija